# Medaille van de Orde van de Eer
De aan de Hoge Orde van de Eer verbonden medaille, de op 11 september 1883 ingestelde Medaille van de Orde van de Eer, in het Turks Imtiyaz Medaille of "Imtiyaz Madalyasi" genoemd werd in zilver en goud verleend. De gouden medaille was de hoogste Osmaanse onderscheiding voor moed. De zilveren medaille werd "aan personen in de omgeving van soevereinen" verleend.
In de Eerste Wereldoorlog werd ook de zilveren medaille met gekruiste sabels op het lint, waarschijnlijk voor verdienste of dapperheid, toegekend. Het Osmaanse decoratiestelsel was niet zo strak georganiseerd als dat van Europese staten en de Sultan en zijn maarschalken beschikten vaak over onderscheidingen zoals het hen uitkwam. Er waren geen strenge regels voor verleningen gesteld.
Men droeg de door Abdülhamit II gestichte medailles aan het lint van de orde op de linkerborst. De kleuren rood en groen zijn voor de moslims de kleuren van de oorlog en het paradijs.
De medaille heeft een diameter van 37 millimeter en draagt op de voorzijde een afbeelding van het grote Ottomaanse wapen. Rond het wapen staat, in het Turks, "Vertrouwend op de Goddelijke leiding en bijstand, Abdulhamid Khan, Sultan van het Ottomaanse Rijk". Ook de tughra van de sultan is afgebeeld. Het was ongebruikelijk om het portret van de keizer op medailles af te beelden.
De fraai gekalligrafeerde tekst op de keerzijde verklaart dat de medaille is voor "zij die buitengewone trouw en moed aan het Ottomaanse Rijk hebben betoond". Op het opengelaten deel daaronder is ruimte voor een inscriptie met en naam. De datum "1300", in Europese jaartelling is dat 1882 staat onder op de keerzijde.
Er zijn medailles geslagen met de naam van de gedecoreerde in verhoogde letters op de keerzijde. Daarvoor moest uiteraard een speciaal stempel worden gesneden en deze kostbare medailles werden aan de Tsaar van Bulgarije, de Keizer van Oostenrijk en Apostolisch Koning van Hongarije en de Keizer van Duitsland, de drie bondgenoten in de Eerste Wereldoorlog, verleend.
De medaille is met een kunstig vervaardigde gouden gesp met het lint verbonden. De gespen zijn van goud of zilver en komen daarin overeen met de medailles. Soms is op het lint een draaggesp aangebracht waarmee het dubbelgevouwen lint bijeen wordt gehouden en waarmee men de decoratie op de borst kon vastmaken.
Tijdens de Eerste Wereldoorlog werd een gesp met het jaartal 1333 (1915) en daaronder een paar gekruiste sabels, de gesp is in het metaal van de medaille vervaardigd, op het lint bevestigd.
Er zijn zilveren medailles met een degelijke gesp bekend.
Het lint is dat van de Orde van de Eer. Het is groen en rood in twee gelijke verticale banen.
De zilveren medailles waren minder in aanzien dan de gouden medaille die aan de dapperste soldaten en de meest bekwame officieren werd toegekend. De onderscheiding werd hoger geacht dan de andere dapperheidsonderscheidingen zoals de IJzeren Halve Maan en de Liyakat Medaille.
Deze Liyakat Medaille is een kleinere uitvoering van de Medaille van de Orde van de Eer. De medaille is 25 millimeter in doorsnede maar heeft dezelfde voorkant. Het lint is rood met een smalle groene bies en ook daarop werden gespen met sabels bevestigd.
Men heeft de Liyakat medaille in grote aantallen aan de Turkse zijde strijdende Duitse soldaten onder Maarschalk Otto Liman v. Sanders (1855-1929) verleend. Van dit Duitse hulpkorps dat 25000 man telde zijn 5000 soldaten gesneuveld in de felle gevechten in Mesopotamië en Palestina. De gouden Medaille van de Orde van de Eer werd alleen aan Ottomaanse soldaten toegekend. De bekende jachtvlieger Manfred von Richthofen was een van de dragers van de zilveren medaille.
De val van het sultanaat na de Eerste Wereldoorlog maakte een einde aan de Orde van de Eer en de medailles van het ooit zo machtige Ottomaanse Rijk.

## Gedecoreerden
- Miklós Horthy, (Zwaarden)